# Богдан Фолюсевич

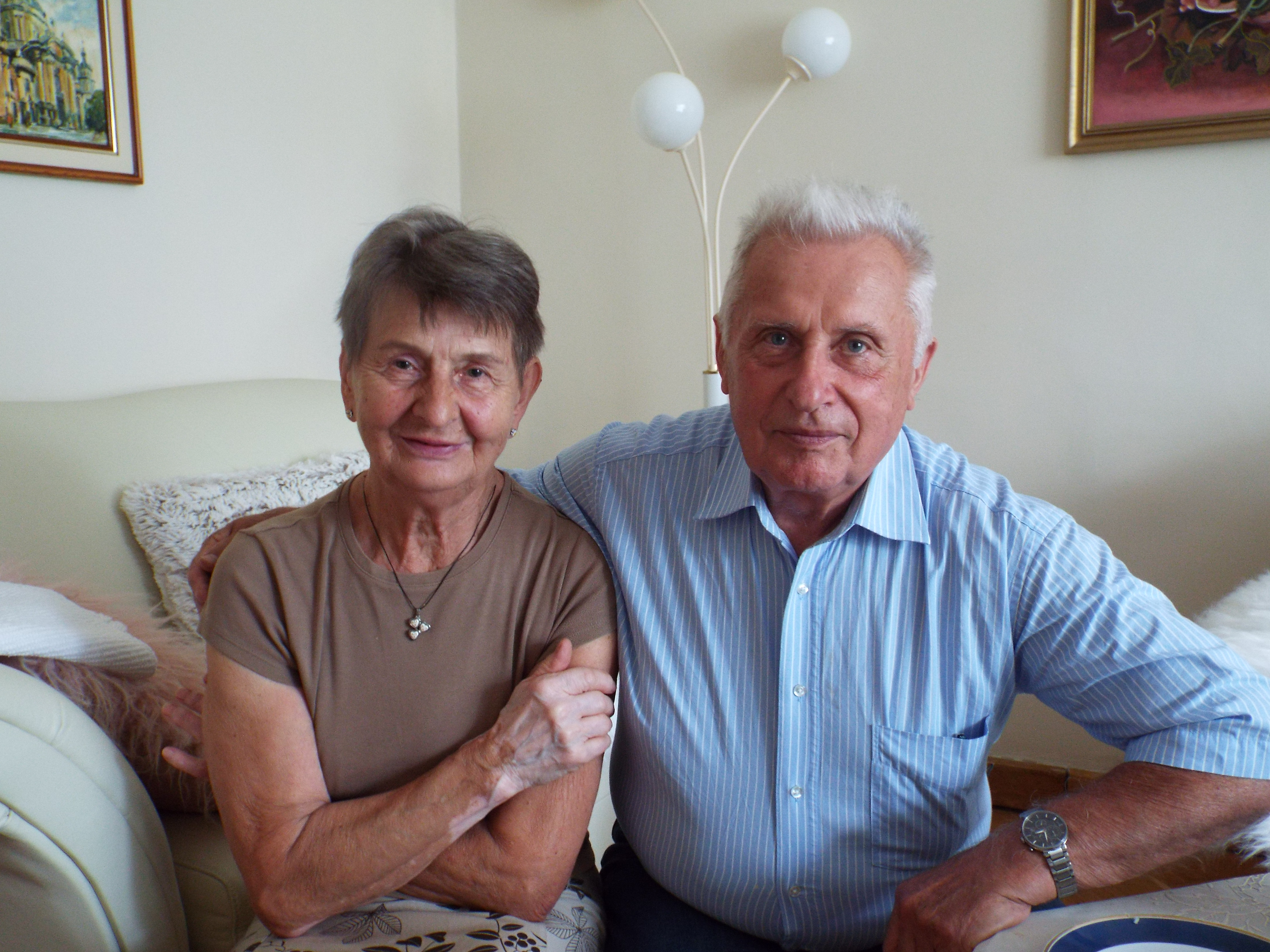
Богдан та Дарія Фолюсевичі. Фото 2021 р.

Фолюсевич Богдан Йоахімович – (17.02.1941 – с. Нетреба) – провідний діяч української громади Ельблонга, багаторічний голова гуртка Українського-суспільно-культурного товариства в Ельблонгу, організатор музично-естрадного колективу «Свояки» та хору Ельблонзької землі, один з учасників хору «Журавлі».

## Походження та депортація
Богдан Фолюсевич народився 17.02.1941 р. у с. Нетреба біля Любичі-Королівської, сучасного Томашівського повіту. Село належало до греко-католицької парафії в Журавці, де зберіглася церква та кладовище. Наразі присілок Нетреба зник – на його місці лише руїни давніх хат вкриті бур’яном.
Батько – Фолюсевич Йоахім (1.05.1908-25.10.1994 р.) селянин, мати – Фолюсевич Анна (9.11.1911- 16.11.2002 р.) з дому Гузій – селянка. Поховані на цвинтарі в Озері, Ельблонзький повіт, Вармінсько-Мазурське воєводство, координати поховання: 54.079565°, 19.391202°.

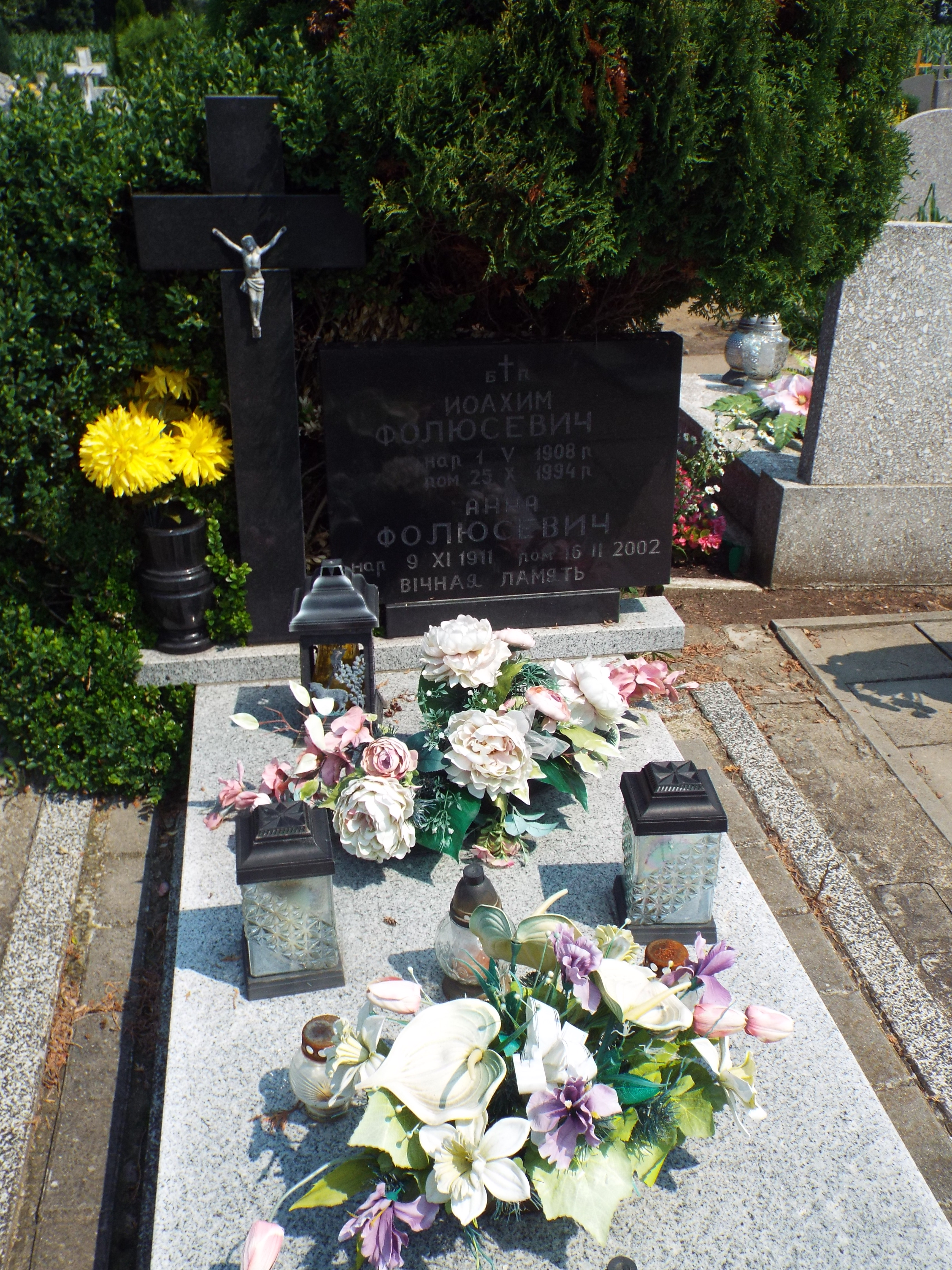
Могила батьків Богдана Фолюсевича- Йоахіма та Анни. Цвинтар в Озері, Вармінсько-Мазурське воєводство, Польща. Фото 2021 р.

Йоахім Фолюсевич мав 4-х братів та 4 сестер. Був психічно пригнічений, бо перед самим виїздом банда грабіжників вбила його брата Ілька, по наводці щоб забрати коней та крам. Старший брат Антін – був помічником війта в селі Любичі-Королівській. Ілько був у українській сільраді. Наймолодший Герасим був мобілізований до Червоної армії.
Всіх мешканців с. Нетреба присілок с. Любча Королівська вивезено до с. Кшевська над озером Дружно. Під керівництвом Йоахіма Фолюсевича – дуже зарадного чоловіка, Нетреба довго уникала виселення. Втім, однієї ночі в червні 1947 р. село оточило польське військо. Взяли все що могли і коней і корів. Їхали на підводах до Белжця. Звідти потягом 2 тижні, очікуючи на можливість проїзду доїхали до Гроново-Ельблонзького. З вокзалу (збергіся) депортованих 1,5 км вантажівками повезли до села Кшевська (тоді називалося Войцехово, пізніше перейменували від кущів – «кшевів»). Це була сільськогосподарська округа освоєна менонітами, які мусили втікати перед Червоною армією. Гітлерівці перед відступом зірвали помпи та затопили поля. Поля вже були осушені, адже десь у Ельблонгу налагодили центральну помпу, проте помпа в селі ще не працювала. Всі поля були зарослі татараком, як тут називали рогіз. Ніякого реманенту не давали. Діставалося щось з УНРА – американської допомоги – консерви, зокрема квасоля. Стояли пустки – пограбовані будинки. До Кшевська окрім Нетреби потрапили кілька родин з с. Горайця та с. Корні та окремі польські родини
1952 р. Богдан організував зі своїми друзями на Різдво перший у вигнанні вертеп, з яким відвідав майже усіх українських переселенців у Кшевську. Велику зірку Богдан зробив власноручно за зразком, який запам’ятався з рідного села. Використав при цьому різні матеріали, навіть порвані телеграфні дроти, в яких була мідна жила. Колядок навчив його старіший чоловік з депортованих – Дмитро Бакун.

## Навчання, одруження та освітня діяльність
Богдан навчався у сільськогосподарському технікумі на Кашубах. Побачив Шевченків Кобзар, купив та почав читати потайки в гуртожитку. 1957 р. читав газету «Наше слово», яка потрапляла до хати батьків у Кшевську. З неї довідався про відкриття факультету української філології у Вчительській студії у Щецині без вагання склав заяву про вступ. Склавши вступний іспит, з першого вересня 1959 р. став студентом україністики. Вона розташовувалася в Щецині на розі вул. Червоної армії (зараз вул. Монте-Касіно) та Великопольської  – у по-німецькій будівлі. У Вчительській студії був членом танцювального грутка та гуртка рецитації. До свого студентського хору його включив також професор Посацький.
У Щецині пізнав свою дружину – теж студентку україністики Дар’ю Сороку, з якою одружився в 1960 р. Батьки дружини походили з с. Володж, Березівський повіт Ряшівського воєводства. Батько був в ОУН – Степан Сорока «Борис». Сидів у в’язниці на Монтелюпіх у Кракові. Зустрічався з C. Бандерою (в родині зберігся навіть знімок Степана з провідником). Дарія працювала викладачем російської мови в Ельблонгу.
Після закінчення Вчительської студії разом з дружиною 1961 р. Фолюсевичі замешкали в місті Ельблонг. Обидва заочно закінчили Гданський університет, філологічний факультет і здобули звання магістра з російської філології.
Після навчання Богдан працював у початковій школі №2 на вул. Robotnicza, 173  у 1960 р. З 1961 р. 6 років викладав у ліцеї по вул. Królewecka, 165  російську мову та інші предмети. Директор ліцею був поляком зі Львова і говорив українською. Він поставив умову молодому Фолюсевичу вивчити російську мову. Той мав хист до мов, вчив слова тож дав ради і працював.
Після 6-ти років перейшов працювати до технікума в Гроново-Гурне. Заочно закінчив вчительські студія по спеціальності рільництво (сільське-господарство) в Вимисліні (Wymyślin) біля Торуня. 25 років викладав різні предмети в сільськогосподарській школі (Zespół Szkół Rolniczych) у Гроново-Гурному, ul. Szafirowa 12 .

## Праця в колі УСКТ-ОУП у Ельблонзі

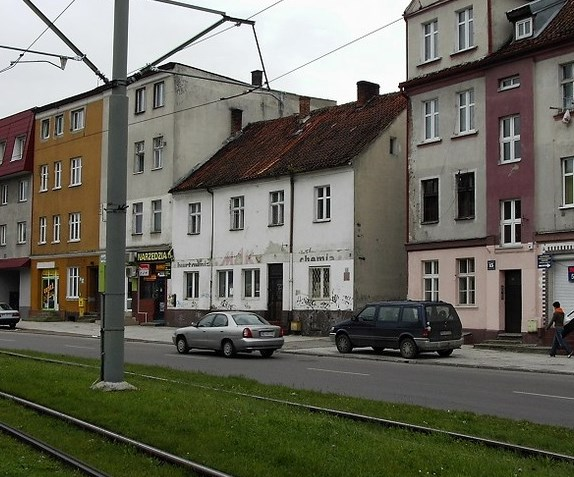
Перша домівка відділу Українського суспільно-культурного товариства у Ельблонгу розміщувалася над приміщеннями кооперативного клубу «Космос» (вул. Гребля св. Юрія, 16). Цю домівку організував Богдан Фолюсевич. Не збереглася. Фото 2000-х рр.

Богдан Фолюсевич після Григорія Божика став головою Ельблонзького міського гуртка УСКТ. Цю функцію йому довіряли впродовж кількох каденцій. Головним завданням було придбання власної домівки. Б. Фолюсевич вирішив питання першої будівлі, домовився з поляками про нікому не потрібний аварійний будинок по вул. 21 Października 16. Тепер це вул. Grobla Świętego Jerzego. Тут над кіно «Космос» у 1961-1968 рр. існувала перша домівка УСКТ в Ельблонгу.
Маючи певний досвід у вчительській та культурно-освітній праці, Богдан Фолюсевич заснував зведений хор у Кшевську-Ельблонгу та дитячий музичний ансамбль, які брали участь у відзначенні визначних подій у житті української громади. В кінці 1964 р. Фолюсевич створив ще один хор, на базі якого розгорнула свою діяльність очолювана Богданом Фолюсевичем ельблонзько-кшевська співоча група. Хор виступав в Кшевську, Ельблонгу та Дзежгоні. В результаті роботи диригента хор та солісти виступили 27.06.1965 р. в залі Повітової ради, а відтак дали концерти в Кшевську, Дзежгоню, Свєнтим Гаю та Дружні. Хор взяв участь у ювілейному концерті з нагоди Х-ліття УСКТ. 29.05.1966 р. Потім, в художній діяльності наступила перерва аж до 1970-го року.
10.05.1970 р. естрадна група Богдана Фолюсевича виступила на весняному концерті в Гданську. У 1971 р. група вистала у Кшевську та Дзежгоні. Саме група Б. Фолюсевича згодом прийняла назву «Свояки». Пізніше група виступала під керівництвом В. Пержило.
Він також створив хор землі Ельблонзької, в якому співали польські діти, але були і українці. До хору приймав дітей 14-15 років. Були також діти з Толькміцька.
1969 р. у світлиці в Ельблонгу стартувало навчання рідної мови. Було біля 15 дітей. Вчителями були Богдан Фолюсевич та Славомир Пікульський, який теж мешкав в Ельблонгу.
Також було налагоджено навчання історії України в світлиці УСКТ на вулиці 24 жовтня. Перед цим Богдана Фолюсевича викликали на СБ та питали чого він хоче вчити в рамках тієї історії. Питали чи він хоче викладати погляди Михайла Грушевського? Проте навчання відбулося.
Маючи зв’язки поміж вчителями, Богдан Фолюсевич допомагав батькам влаштовувати українських дітей вчитися.
В ході культурно-освітньої праці Богдан Фолюсевич підтримував контакти з українцями з УРСР та діаспори. Запросив до світлиці виступити лікаря з Полтави Потопальського, підтримував зв’язок з автором російського фразеологічного словника з Запоріжжя – М.М. Сидоренко. Заохочений професором Едмонтонського університету в Канаді написав статтю про Ярослава Стецька – прем’єра українського уряду в 1941 р. для Encyclopedia of Ukraine – Danilo Husar Struk Ed. University of Toronto – 2014. Наразі розміщена в інтернеті за адресою encyclopediaofukraine.com
В 1990-х рр. Богдан Фолюсевич став першим головою гуртка ОУП в Ельблонгу.
Він також 5 років співав у чоловічому хорі «Журавлі», що мав садибу у Варшаві та вів їх хроніку. Ця хроніка зберігається в Перемишлі в народному домі. За ініціативою Б. Фолюсевича відбувся спільний концерт «Журавлів» зі славним українським хором з Едмонтону під диригуванням Солтикевича у Ельблонзі. За старанням Б. Фолюсевича «Журавлі» концертували тут не один раз.
Брав участь у збиранні коштів на відновлення занедбаних старого та нового цвинтаря в Журавцях та працював над цим відновленням.
Богдан Фолюсевич також є кореспондентом української газети в Польщі  "Наше Слово".
Станом на 2023 р. проживає в Ельблонгу поблизу парку Кайки.

## Спортивна діяльність
Богдан Фолюсевич займався спортивною гімнастикою, досягнувши 3-го розряду. Окрім того, він добре грав у шахи і був членом ельблонзького відділу спортивного клубу "Старт", який очолював пан Рогіш. Відділ розміщувався у тому самому приміщенні, що і перша садиба УСКТ (вул. Grobla Świętego Jerzego 16).

## Родина
Брат – Антін Фолюсевич (1950-2000) був багаторічним головою гуртка у Маженціно, 1994 р. він організував тут пункт навчання української мови. Маженціно поляки називали Києвом – бо тут було багато українців. Упокоївся на місцевому цвинтарі, де поховано багато українців.
Син Марко і дочка Люся живуть в Канаді. Займаються бізнесом. Онук – інженер Едмонтонського університету. Виховані в українській традиції діти беруть участь в українському суспільно-культурному житті в Канаді. Марко Фолюсевич був постійним учасником дитячого українського конкурсу в Ельблонзі, а пізніше в 1990-ті заклав рок-ансамбль «Оселедець».

## Відзначення
За активну працю нагороджений відзнаками: грамотою воєводського правління УСКТ в Гданську з нагоди 20-річчя УСКТ, 1976 р.; грамотою головного правління УСКТ в Варшаві, з нагоди 30-ти річчя УСКТ, 15.06.1986 р., грамотою ОУП 18-19.05.1991 р. з нагоди 25-го дитячого конкурсу декламації, співу, музики, танцю та рисунку; грамотою ОУП від 22 жовтня 2006 р.
1976 р. на з’їзді присвяченому ХХ річчю УСКТ Богдан Фолюсевич також отримав медаль ХХ річчя УСКТ.
1988 р. Богдану Фолюсевичу вручено відзнаку – медаль «За заслуги в розвитку Ельблонга».
У 1990 р. Богдан Фолюсевич був одним з організаторів та жертводавців акції запрошення до Ельблонга дітей з України, постраждалих від Чорнобиля. Організував виступ "Червоної рути" у Ельблонгу.
2006 р. нагороджений медаллю за багаторічну освітньо-культурну працю з нагоди 50 річчя ОУП.